# Friuli Aquileia Sauvignon
Il Friuli Aquileia Sauvignon è un vino DOC la cui produzione è consentita nella provincia di Udine.

## Caratteristiche organolettiche
- colore: giallo paglierino scarico.
- odore: delicato caratteristico.
- sapore: asciutto, armonico.

## Produzione
Provincia, stagione, volume in ettolitri
- Udine  (1990/91)  809,69
- Udine  (1991/92)  1416,16
- Udine  (1992/93)  1758,58
- Udine  (1993/94)  1979,21
- Udine  (1994/95)  3232,75
- Udine  (1995/96)  2778,54
- Udine  (1996/97)  3215,69